# Leonel Olmedo
Armando Leonel Olmedo Pérez (ur. 8 kwietnia 1981 w mieście Meksyk) – meksykański piłkarz występujący na pozycji środkowego lub prawego obrońcy.

## Kariera klubowa
Olmedo pochodzi ze stołecznego miasta Meksyk i jest wychowankiem akademii juniorskiej tamtejszego zespołu Club América. Do seniorskiej drużyny został włączony jako dziewiętnastolatek przez szkoleniowca Gonzalo Farfána i w meksykańskiej Primera División zadebiutował 13 sierpnia 2000 w przegranym 0:2 spotkaniu z Tolucą. W 2001 roku zdobył ze swoją ekipą Puchar Gigantów CONCACAF, zaś w wiosennym sezonie Verano 2002 wywalczył pierwszy i jedyny w karierze tytuł mistrza Meksyku, jednak pozostawał wówczas głębokim rezerwowym zespołu prowadzonego przez Manuela Lapuente, tylko raz pojawiając się na boisku. Bezpośrednio po tym sukcesie udał się na wypożyczenie do beniaminka najwyższej klasy rozgrywkowej – drużyny San Luis FC z siedzibą w mieście San Luis Potosí, gdzie spędził rok w roli podstawowego defensora ekipy. Po powrocie do Amériki w 2004 roku zajął z nią drugie miejsce w rozgrywkach kwalifikacyjnych do Copa Libertadores – InterLidze, lecz wciąż wyłącznie sporadycznie pojawiał się na ligowych boiskach.
Latem 2004 Olmedo powrócił do San Luis FC, tym razem występującego już w drugiej lidze meksykańskiej, lecz już po roku, na koniec rozgrywek 2004/2005, awansował z tą drużyną na najwyższy szczebel ligowy. Mimo iż początkowo pełnił rolę rezerwowego, to po kilku miesiącach wywalczył sobie pewne miejsce w wyjściowej jedenastce, premierowego gola w pierwszej lidze zdobywając 10 maja 2006 w wygranej 2:1 konfrontacji z Tolucą. W tym samym, wiosennym sezonie Clausura 2006 osiągnął z San Luis największy sukces w historii klubu – wicemistrzostwo Meksyku, będąc kluczowym zawodnikiem formacji defensywnej. W połowie 2007 roku został wypożyczony do ekipy Club Necaxa z siedzibą w Aguascalientes, której barwy reprezentował przez pół roku, jednak ani razu nie pojawił się wówczas na boisku. Po powrocie do San Luis wciąż był podstawowym graczem zespołu, lecz pewną pozycję w składzie stracił w połowie 2009 roku.
W styczniu 2010 Olmedo na zasadzie wypożyczenia przeniósł się do drugoligowego Tiburones Rojos de Veracruz. W klubie z portowego miasta spędził półtora roku jako jeden z ważniejszych piłkarzy linii obrony, w jesiennym sezonie Apertura 2010 docierając do finału rozgrywek Liga de Ascenso. W późniejszym czasie udał się na wypożyczenie po raz kolejny, do kolejnego drugoligowca – CD Irapuato, gdzie bez większych sukcesów występował przez sześć miesięcy, zaś w połowie 2012 roku powrócił do najwyższej klasy rozgrywkowej, zostając wypożyczony do ekipy Querétaro FC. Tam pojawiał się na boisku zaledwie dwukrotnie, po czym, również na zasadzie wypożyczenia, powrócił do drugoligowego CD Irapuato, nie rozgrywając jednak w jego barwach ani jednego spotkania w lidze, a po upływie pół roku jego klub został rozwiązany. W maju 2013 zespół San Luis FC – posiadacz jego karty zawodniczej – przeniósł licencję do miasta Tuxtla Gutiérrez i zmienił nazwę na Chiapas FC.
Latem 2013 Olmedo udał się na wypożyczenie już po raz szósty, tym razem do nowo powstałej drugoligowej ekipy Alebrijes de Oaxaca, gdzie był jednym z podstawowych zawodników wyjściowego składu i w sezonie Clausura 2014 dotarł z nim do finału krajowego pucharu – Copa MX. Bezpośrednio po tym, również na zasadzie wypożyczenia, zasilił kolejnego drugoligowca – zespół Atlético San Luis.
| Sezon     | Klub                        | Kraj   | Rozgrywki  | Mecze | Bramki |
| --------- | --------------------------- | ------ | ---------- | ----- | ------ |
| 2000/2001 | Club América                | Meksyk | Liga MX    | 2     | 0      |
| 2001/2002 | Club América                | Meksyk | Liga MX    | 1     | 0      |
| 2002/2003 | San Luis FC                 | Meksyk | Liga MX    | 27    | 0      |
| 2003/2004 | Club América                | Meksyk | Liga MX    | 2     | 0      |
| 2004/2005 | San Luis FC                 | Meksyk | Ascenso MX | 14    | 0      |
| 2005/2006 | San Luis FC                 | Meksyk | Liga MX    | 22    | 1      |
| 2006/2007 | San Luis FC                 | Meksyk | Liga MX    | 26    | 0      |
| 2007/2008 | Club Necaxa                 | Meksyk | Liga MX    | 0     | 0      |
| 2007/2008 | San Luis FC                 | Meksyk | Liga MX    | 9     | 0      |
| 2008/2009 | San Luis FC                 | Meksyk | Liga MX    | 30    | 0      |
| 2009/2010 | San Luis FC                 | Meksyk | Liga MX    | 6     | 0      |
| 2009/2010 | Tiburones Rojos de Veracruz | Meksyk | Ascenso MX | 10    | 0      |
| 2010/2011 | Tiburones Rojos de Veracruz | Meksyk | Ascenso MX | 14    | 0      |
| 2011/2012 | CD Irapuato                 | Meksyk | Ascenso MX | 7     | 0      |
| 2012/2013 | Querétaro FC                | Meksyk | Liga MX    | 2     | 0      |
| 2012/2013 | CD Irapuato                 | Meksyk | Ascenso MX | 0     | 0      |
| 2013/2014 | Alebrijes de Oaxaca         | Meksyk | Ascenso MX | 19    | 3      |
| 2014/2015 | Atlético San Luis           | Meksyk | Ascenso MX |       |        |